# شاین اینترپرایسز
شاین اینترپرایسز (به انگلیسی: Cheyenne Enterprises) نام کمپانی فیلم‌سازی آمریکایی می‌باشد که متعلق به بروس ویلیس و آرنولد ریفکین است. از مشهورترین فیلم‌هایی که این کمپانی تولید کرده می‌توان به جان سخت ۴ اشاره کرد.